# Todd Sand
Todd Sand (Burbank, Califórnia, 30 de outubro de 1963) é um ex-patinador artístico dinamarquês-americano. Ele conquistou com Jenni Meno duas medalhas de prata e uma de bronze em campeonatos mundiais e foi tricampeão do campeonato nacional americano. Meno e Sand disputaram os Jogos Olímpicos de Inverno de 1994 e de 1998, onde terminaram na quinta e oitava posição, respectivamente. Com Natasha Kuchiki ele conquistou uma medalha de bronze em campeonatos mundiais e foi campeão do campeonato nacional americano. Kuchiki e Sand disputaram os Jogos Olímpicos de Inverno de 1992, onde terminaram na sexta posição.
No início da carreira, Sand competiu no individual masculino representando a Dinamarca, onde foi bicampeão campeonato nacional dinamarquês.

## Principais resultados

### Duplas

#### Com Jenni Meno
| Resultados                                                                                   | Resultados       | Resultados        | Resultados        | Resultados        | Resultados       | Resultados       | Resultados    | Resultados    | Resultados    | Resultados    | Resultados    | Resultados    | Resultados    |
| Internacional                                                                                | Internacional    | Internacional     | Internacional     | Internacional     | Internacional    | Internacional    | Internacional | Internacional | Internacional | Internacional | Internacional | Internacional | Internacional |
| Evento/Temporada                                                                             | 1992– 1993       | 1993– 1994        | 1994– 1995        | 1995– 1996        | 1996– 1997       | 1997– 1998       |               |               |               |               |               |               |               |
| -------------------------------------------------------------------------------------------- | ---------------- | ----------------- | ----------------- | ----------------- | ---------------- | ---------------- | ------------- | ------------- | ------------- | ------------- | ------------- | ------------- | ------------- |
| Jogos Olímpicos                                                                              |                  | 5.º               |                   |                   |                  | 8.º              |               |               |               |               |               |               |               |
| Campeonato Mundial                                                                           | 5.º              | 6.º               | Medalha de bronze | Medalha de bronze | 5.º              | Medalha de prata |               |               |               |               |               |               |               |
| CS Champions Series Final                                                                    |                  |                   |                   | 4.º               | WD               |                  |               |               |               |               |               |               |               |
| CS NHK Trophy                                                                                |                  |                   | 5.º               |                   | Medalha de ouro  | Medalha de prata |               |               |               |               |               |               |               |
| CS Skate America                                                                             |                  |                   |                   | Medalha de prata  |                  |                  |               |               |               |               |               |               |               |
| CS Trophée Lalique                                                                           |                  | Medalha de bronze |                   | Medalha de bronze | Medalha de prata |                  |               |               |               |               |               |               |               |
| Prague Skate                                                                                 | Medalha de ouro  |                   |                   |                   |                  |                  |               |               |               |               |               |               |               |
| Nacional                                                                                     |                  |                   |                   |                   |                  |                  |               |               |               |               |               |               |               |
| Campeonato dos Estados Unidos                                                                | Medalha de prata | Medalha de ouro   | Medalha de ouro   | Medalha de ouro   | Medalha de prata | WD               |               |               |               |               |               |               |               |
|                                                                                              |                  |                   |                   |                   |                  |                  |               |               |               |               |               |               |               |
| Legenda: CS = Champions Series; WD = Abandonou; Competição não foi disputada nesta temporada |                  |                   |                   |                   |                  |                  |               |               |               |               |               |               |               |

#### Com Natasha Kuchiki
| Resultados                                            | Resultados       | Resultados        | Resultados        | Resultados    | Resultados    | Resultados    | Resultados    | Resultados    | Resultados    | Resultados    | Resultados    | Resultados    | Resultados    |
| Internacional                                         | Internacional    | Internacional     | Internacional     | Internacional | Internacional | Internacional | Internacional | Internacional | Internacional | Internacional | Internacional | Internacional | Internacional |
| Evento/Temporada                                      | 1989– 1990       | 1990– 1991        | 1991– 1992        |               |               |               |               |               |               |               |               |               |               |
| ----------------------------------------------------- | ---------------- | ----------------- | ----------------- | ------------- | ------------- | ------------- | ------------- | ------------- | ------------- | ------------- | ------------- | ------------- | ------------- |
| Jogos Olímpicos                                       |                  |                   | 6.º               |               |               |               |               |               |               |               |               |               |               |
| Campeonato Mundial                                    | 11.º             | Medalha de bronze | 8.º               |               |               |               |               |               |               |               |               |               |               |
| NHK Trophy                                            |                  | 5.º               |                   |               |               |               |               |               |               |               |               |               |               |
| Skate America                                         |                  | 4.º               | 6.º               |               |               |               |               |               |               |               |               |               |               |
| Skate Canada International                            | 5.º              |                   |                   |               |               |               |               |               |               |               |               |               |               |
| Nacional                                              |                  |                   |                   |               |               |               |               |               |               |               |               |               |               |
| Campeonato dos Estados Unidos                         | Medalha de prata | Medalha de ouro   | Medalha de bronze |               |               |               |               |               |               |               |               |               |               |
|                                                       |                  |                   |                   |               |               |               |               |               |               |               |               |               |               |
| Legenda: Competição não foi disputada nesta temporada |                  |                   |                   |               |               |               |               |               |               |               |               |               |               |

#### Com Lori Blasko
| Resultados                                            | Resultados      | Resultados    | Resultados    | Resultados    | Resultados    | Resultados    | Resultados    | Resultados    | Resultados    | Resultados    | Resultados    | Resultados    | Resultados    |
| Internacional                                         | Internacional   | Internacional | Internacional | Internacional | Internacional | Internacional | Internacional | Internacional | Internacional | Internacional | Internacional | Internacional | Internacional |
| Evento/Temporada                                      | 1985– 1986      | 1986– 1987    | 1987– 1988    |               |               |               |               |               |               |               |               |               |               |
| ----------------------------------------------------- | --------------- | ------------- | ------------- | ------------- | ------------- | ------------- | ------------- | ------------- | ------------- | ------------- | ------------- | ------------- | ------------- |
| Prague Skate                                          | Medalha de ouro |               |               |               |               |               |               |               |               |               |               |               |               |
| Skate America                                         |                 | 6.º           |               |               |               |               |               |               |               |               |               |               |               |
| Nacional                                              |                 |               |               |               |               |               |               |               |               |               |               |               |               |
| Campeonato dos Estados Unidos                         | 7.º             |               | 8.º           |               |               |               |               |               |               |               |               |               |               |
|                                                       |                 |               |               |               |               |               |               |               |               |               |               |               |               |
| Legenda: Competição não foi disputada nesta temporada |                 |               |               |               |               |               |               |               |               |               |               |               |               |

### Individual masculino
| Resultados             | Resultados       | Resultados       | Resultados      | Resultados    | Resultados    | Resultados    | Resultados    | Resultados    | Resultados    | Resultados    | Resultados    | Resultados    | Resultados    |
| Internacional          | Internacional    | Internacional    | Internacional   | Internacional | Internacional | Internacional | Internacional | Internacional | Internacional | Internacional | Internacional | Internacional | Internacional |
| Evento/Temporada       | 1980– 1981       | 1981– 1982       | 1982– 1983      |               |               |               |               |               |               |               |               |               |               |
| ---------------------- | ---------------- | ---------------- | --------------- | ------------- | ------------- | ------------- | ------------- | ------------- | ------------- | ------------- | ------------- | ------------- | ------------- |
| Campeonato Mundial     | 19.º             | 22.º             |                 |               |               |               |               |               |               |               |               |               |               |
| Campeonato Europeu     |                  | 19.º             | 19.º            |               |               |               |               |               |               |               |               |               |               |
| Campeonato Nórdico     | Medalha de prata | Medalha de prata |                 |               |               |               |               |               |               |               |               |               |               |
| Nacional               |                  |                  |                 |               |               |               |               |               |               |               |               |               |               |
| Campeonato Dinamarquês |                  | Medalha de ouro  | Medalha de ouro |               |               |               |               |               |               |               |               |               |               |
|                        |                  |                  |                 |               |               |               |               |               |               |               |               |               |               |